# Sara Wadell
Sara Wadell, född i Göteborg är en svensk författare och manusförfattare. 
Wadell har skrivit för SVT, Sjätte dagen, Familjen och Orka! Orka!. Hon var med i projektet "Unlimited Stories" som producerade långfilmerna Lejontämjaren och Tillfällig fru sökes. Deltagare i det internationella barnfilms utvecklingsprogrammet Pygmalion 2005. Tilldelats stipendier från Svenska Filminstitutet 1999 och 2005. Arbetat för Stockholm Filmfestival.
2010 skrev hon sin första roman: I samma båt utgiven av LL-förlaget. 2013 kom uppföljaren: Noors trädgård och hösten 2017 ges den tredje delen i serien ut. 2015 gavs den fristående "Den sista fyrvaktaren" ut 